# Víctor Borges
Pour les articles homonymes, voir Borges.
Víctor Manuel Barbosa Borges (né le 24 mai 1955 à Santa Catarina, île de Santiago), est un homme politique cap-verdien. Ministre des Affaires étrangères du Cap-Vert d'avril 2004 au 27 juin 2008. José Brito lui succéda.